# هنوسیس
هنوسیس (یونانی باستان: ἕνωσις، انگلیسی: Henosis) واژه‌ای است برای "یگانگی"، "یکی‌بودن" یا "وحدت" عرفانی در یونان باستان. مقصود از هنوسیس در فلسفه افلاطونی و به خصوص نوافلاطونی، وحدت با آنچه در واقعیت "بنیادین" یا "اساس" (یک (Τὸ Ἕν)، منبع، ذات یا مناد) می‌باشد، است.
این مفهوم نوافلاطونی ریشه در مذاهب سری یونانی و همچنین به‌طور موازی در فلسفه‌های شرقی داشت. این مفهوم در کورپوس هرمتیکوم (The Corpus Hermeticum) یا الواح رمزی هرمس، در عرفان، رستگاری‌شناسی (soteriology) و الاهیات مسیحی توسعه یافت و به یک عامل مهم در توسعه یکتاپرستی در دوران باستان متأخر بدل شد.

## پی‌نوشت‌ها
1. ↑  Stamatellos, Giannis. Plotinus and the Presocratics: A Philosophical Study of Presocratic Influences in Plotinus' Enneads. SUNY Series in Ancient Greek Philosophy. SUNY Press, 2007 ISBN 0-7914-7062-8, 9780791470626
2. ↑  pg 52 The Mystery religions: A Study in the Religious Background of Early Christianity By Samuel Angus 1920 republished by Courier Dover Publications, 1975
ISBN 0-486-23124-0, ISBN 978-0-486-23124-2
3. ↑  Neoplatonism and Indian Philosophy By Paulos Gregorios, International Society for Neoplatonic Studies